# Puppa (Nunatak)
Puppa (norwegisch für Puppe) ist ein 2740 m hoher Nunatak im ostantarktischen Königin-Maud-Land. Im Zentrum des Gebirges Sør Rondane ragt er südlich des Gebirgskamms Åma (norwegisch für Raupe) auf.
Wissenschaftler des Norwegischen Polarinstituts benannten ihn 1988.